# 柏寶集團
柏寶集團有限公司，由企業家施黃楚芳創辦，業務是銷售理光照相器材，1996年在港交所主板股票上市，港交所除牌當時股票代號為1105.HK。黃書銳曾任董事長。
但隨著經濟不景氣，零售意欲減低，以致影響收入，加上喪失專營權。在2000年出售給何柱國，改名泛華科技集團有限公司。2001年1月，泛華科技集團有限公司獲得星島集團有限公司的控股權，後改名星島新聞集團有限公司至今。